# 雛屋立圃
雛屋 立圃（ひなや りゅうほ、文禄4年〈1595年〉 - 寛文9年9月30日〈1669年10月24日〉）は、江戸時代初期の日本の京都で活動した絵師であり、俳人でもある。姓は野々口（ののぐち）、名は親重（ちかしげ）。立圃、立甫、甫、松翁、日祐、風狂子と号している。野々口 立圃としても知られる。また、俗称として、紅屋庄衛門、市兵衛、次郎左衛門、宗左衛門など諸説がある。絵師としては狩野派に属する。

## 来歴
先祖は地下侍といわれる。京都一条に生まれ、父の代に丹波国桑田郡木目村から京へ上り、雛人形を製造・販売していたため、雛屋を称す。
松永貞徳に俳諧を学び、猪苗代兼与に連歌を、烏丸光広に和歌を学んでおり、また、尊朝流の書を能くしていた。絵画は狩野探幽あるいは俵屋宗達に学んだとも、また土佐派を学んだともいわれるが未詳である。特に土佐派を基調にしたうえ、宗達流の墨法を交えて立圃独自の俳諧趣味を加味した古典画題の作品、墨画、風俗画、俳画、奈良絵本などと多方面に画作を残した。
寛永8年7月（1631年8月）、『誹諧口五十句魚鳥奥五十句草木』を纏めて貞徳に認められ、寛永10年（1633年）『誹諧発句集』を上梓した。この作品は『犬子集』と並んで貞門の句集として名高いものである。以降、多くの句集を出している。そしてまた、寛永13年（1636年）には俳諧論書『はなひ草』（「花火草」「嚔草」とも記す）を刊行しているが、これは、江戸時代初期の、史上初めて印刷公刊された俳諧の式目・作法の書として、俳諧および俳句の世界では極めて重要な位置付けにある。万治4年（1661年）には源氏物語のあらすじを書いた『十帖源氏』を著し、作画している。なお､この頃の仮名草子の多くを立圃が書いたともいわれるが詳細は未詳である。他に奈良絵本『文正草子』、『俳諧絵巻』3巻（天理図書館所蔵）の作画もしている。俳文や紀行文なども多く手がけたようで、後に江戸に下ったりする間に弟子を増やした。晩年は俳諧をして備後福山藩の水野家に仕えた。寛文の頃に執筆、刊行した版本に『休息歌仙』、寛文5年（1665年）のものに『小町躍』があり、ほかにも多くの版本を手がけている。寛文9年（1669年）、京都で没す。享年75。鳥辺山に葬られた。墓所は要法寺にあるといわれるが未詳。法名は松翁庵立圃日英。
画の門人に実子の生白（号は鏡山）がいる。
囲碁もたしなみ、「雛屋立甫」名での棋聖本因坊道策との五子局戦が棋譜として残されている。

## 作品
- 「休息歌仙絵 十二数句合」大阪市立美術館ほか所蔵
- 「観音縁起絵」　東京芸術大学大学美術館所蔵
- 「三十六歌仙絵扁額」　明王院所蔵
- 「柿本人丸像」
- 「竹垣図」
- 「松上猿猴図」